# Paulini
Pauline Curuenavuli (Suva, 15 de octubre de 1982), más conocida simplemente como Paulini, es una actriz, cantante y compositora fiyiano-australiana de R&B y música pop, que saltó a la fama como concursante de la primera temporada de Australian Idol en 2003. Posteriormente, fue reclutada por Sony BMG hasta 2009, cuando firmó con el sello discográfico independiente Albert Music.
En 2004 lanzó su primer sencillo titulado «Angel Eyes», que alcanzó el puesto número uno en el ARIA Singles Chart durante tres semanas consecutivas, y fue certificado platino por la Australian Recording Industry Association (ARIA). Por esta canción, Paulini recibió una nominación a los Premios musicales ARIA en 2004 dentro de la categoría sencillo con más ventas. Su primer álbum de estudio One Determined Heart (2004), debutó en el número uno del ARIA Albums Chart y permaneció durante dos semanas consecutivas en dicha posición. El álbum también fue certificado platino por la ARIA. Paulini ganó el ARIA n.º 1 Chart Awards tanto por «Angel Eyes» como por One Determined Heart.
En 2006, Paulini lanzó su segundo álbum de estudio, Superwoman, que incluyó los sencillos «Rough Day» y «So Over You». El disco alcanzó el número 72 en el ARIA Albums Chart, y no logró el mismo éxito comercial de su álbum de debut, aunque si recibió dos nominaciones en los Urban Music Awards Australia and New Zealand 2007 al mejor álbum R&B y mejor artista femenina. También durante el año 2006, Paulini pasó a formar parte del grupo de pop australiano femenino Young Divas, que se disolvería más tarde en 2008, con todos sus miembros reanundando sus carreras en solitario.
En noviembre de 2009, Paulini publicó un sencillo benéfico titulado «Scarless», para ayudar a crear conciencia y apoyar a la Campaña del Lazo Blanco (conocida mundialmente por sus siglas en inglés WRC – White Ribbon Campaing). En noviembre de 2010, colaboró con el cantante irlandés Ronan Keating en el sencillo «Believe Again», mientras que el mismo año hizo su debut como actriz en la película para televisión Sisters of War (2010). Desde que firmó con Albert Music en 2009, Paulini ha escrito canciones para varios artistas en Europa, y ha colaborado con compositores como Allan Eshuijs. Su tercer álbum de estudio Come Alive saldrá a la venta en abril de 2015.

## Discografía

### Álbumes de estudio
| Título                                                   | Detalles del álbum | Máxima posición en listas AUS | Certificaciones      |
| -------------------------------------------------------- | --- | ----------------------------- | -------------------- |
| One Determined Heart                                     | - Fecha de lanzamiento: 23 de julio de 2004 - Formatos: CD, descarga digital - Sello discográfico: Sony BMG                        | 1                             | - Australia: Platino |
| Superwoman                                               | - Fecha de lanzamiento: 5 de agosto de 2006 - Formatos: CD, descarga digital - Sello discográfico: Sony BMG                        | 72                            |                      |
| Come Alive                                               | - Fecha de lanzamiento: 17 de abril de 2015 - Formatos: CD, descarga digital - Sello discográfico: Fortitude Group / Decca Records |                               |                      |
| "—" denota que el lanzamiento no apareció en las listas. | |                               |                      |

### Extended play
| Título                                                   | Detalles del álbum                                                                                              | Máxima posición en listas AUS |
| -------------------------------------------------------- | --- | ----------------------------- |
| Amazing Grace: Songs for Christmas                       | - Fecha de lanzamiento: 26 de noviembre de 2004 - Formatos: CD, descarga digital - Sello discográfico: Sony BMG | 70                            |
| "—" denota que el lanzamiento no apareció en las listas. | |                               |

## Sencillos

### Como artista principal
| Título                                                   | Año  | Máxima posición en listas | Máxima posición en listas | Certificaciones      | Álbumes              |
| Título                                                   | Año  | AUS                       | NZ                        | Certificaciones      | Álbumes              |
| -------------------------------------------------------- | ---- | ------------------------- | ------------------------- | -------------------- | -------------------- |
| «Angel Eyes»                                             | 2004 | 1                         | 34                        | - Australia: Platino | One Determined Heart |
| «We Can Try»                                             | 2004 | 30                        | —                         |                      | One Determined Heart |
| «Rough Day»                                              | 2006 | 26                        | —                         |                      | Superwoman           |
| «So Over You»                                            | 2006 | 49                        | —                         |                      | Superwoman           |
| «Scarless»                                               | 2009 | —                         | —                         |                      | Sin disco            |
| «Show Me Your Colors»                                    | 2011 | —                         | —                         |                      | Sin disco            |
| «Fireman»                                                | 2012 | —                         | —                         |                      | Sin disco            |
| «Heartbreak Is Over»                                     | 2013 | —                         | —                         |                      | Sin disco            |
| «Air It All Out»                                         | 2014 | —                         | —                         |                      | Come Alive           |
| "—" denota que el lanzamiento no apareció en las listas. |      |                           |                           |                      |                      |

### Como artista en colaboración
| Título                                                                               | Año  | Máxima posición en listas | Certificaciones  | Álbumes                       |
| Título                                                                               | Año  | AUS                       | Certificaciones  | Álbumes                       |
| ------------------------------------------------------------------------------------ | ---- | ------------------------- | ---------------- | ----------------------------- |
| «Rise Up» (con los 12 finalistas de Australian Idol 2003)                            | 2003 | 1                         | - Australia: Oro | Australian Idol: The Final 12 |
| «Receive the Power» (Guy Sebastian junto a Paulini)                                  | 2008 | —                         |                  | Sin disco                     |
| «Believe Again» (Ronan Keating junto a Paulini)                                      | 2010 | 73                        |                  | Duet                          |
| "—" denota que el lanzamiento no apareció en las listas o no se lanzó en dicho país. |      |                           |                  |                               |

## Apariciones en álbumes
| Título                       | Año  | Álbum                         |
| ---------------------------- | ---- | ----------------------------- |
| «When You Believe»           | 1998 | Star Struck                   |
| «Many Rhythms, One Love»     | 2003 | The Pacific At Its Best       |
| «One Thing Leads to Another» | 2003 | Australian Idol: The Final 12 |
| «When a Child Is Born»       | 2007 | So Fresh: Songs for Christmas |

## Vídeos musicales
| Título                                              | Año  | Director(es)          |
| --------------------------------------------------- | ---- | --------------------- |
| «Angel Eyes»                                        | 2004 |                       |
| «We Can Try»                                        | 2004 |                       |
| «Rough Day»                                         | 2006 | Jonathan y Josh Baker |
| «So Over You»                                       | 2006 | Jonathan y Josh Baker |
| «I Believe»                                         | 2006 | Selina Stang          |
| «Receive the Power» (Guy Sebastian junto a Paulini) | 2007 |                       |
| «Scarless»                                          | 2009 | Ross Wood             |
| «Fireman»                                           | 2012 | Peter Brew-Bevan      |
| «Air It All Out»                                    | 2014 | Andrew Shaw           |

## Filmografía
| Apariciones en televisión | Apariciones en televisión          | Apariciones en televisión           | Apariciones en televisión |
| Año                       | Título                             | Rol                                 | Notas                     |
| ------------------------- | ---------------------------------- | ----------------------------------- | ------------------------- |
| 2004                      | Burke's Backyard                   | ella misma; aparición como invitada | 1 episodio                |
| 2004                      | Home and Away                      | ella misma                          | 1 episodio                |
| 2005                      | Celebrity Overhaul                 | ella misma                          |                           |
| 2006                      | It Takes Two                       | ella misma; mentora                 | 6 episodios               |
| 2007                      | It Takes Two                       | ella misma; mentora                 | 2 episodios               |
| 2009                      | Celebrity Singing Bee              | ella misma                          |                           |
| 2009                      | Pyramid                            | ella misma; aparición como invitada | 1 episodio                |
| 2010                      | Domestic Blitz                     | ella misma; aparición como invitada | 1 episodio                |
| 2012                      | The Celebrity Apprentice Australia | ella misma; aparición como invitada | 1 episodio                |
| Películas para televisión |                                    |                                     |                           |
| Año                       | Título                             | Rol                                 | Notas                     |
| 2010                      | Sisters of War                     | Sister Marie                        | Actriz de reparto         |

## Premios y nominaciones
| Año  | Premio                                         | Categoría                               | Resultado |
| ---- | ---------------------------------------------- | --------------------------------------- | --------- |
| 2004 | ARIA n.º 1 Chart Awards                        | Álbum n.º 1 ARIA (One Determined Heart) | Ganadora  |
| 2004 | ARIA n.º 1 Chart Awards                        | ARIA n.º 1 Single («Angel Eyes»)        | Ganadora  |
| 2004 | ARIA Music Awards                              | Sencillo más vendido («Angel Eyes»)     | Nominada  |
| 2006 | Urban Music Awards (Australia y Nueva Zelanda) | Mejor artista femenina                  | Nominada  |
| 2007 | Urban Music Awards (Australia y Nueva Zelanda) | Mejor artista femenina                  | Nominada  |
| 2007 | Urban Music Awards (Australia y Nueva Zelanda) | Mejor álbum R&B (Superwoman)            | Nominada  |
| 2012 | Poprepublic.tv IT List Awards                  | Favourite Australian Female Artist      | Nominada  |
| 2012 | Poprepublic.tv IT List Awards                  | Favourite Single of 2012 («Fireman»)    | Nominada  |